# Телефоне
Жозе́ де Алме́йда Не́тто (порт.-браз. José de Almeida Netto; 21 июля 1901, Рио-де-Жанейро — нет данных), более известный под именем Телефо́не (порт.-браз. Telefone) — бразильский футболист, защитник. Известен выступлениями за «Фламенго», за который он провел 8 лет, выиграв два чемпионата Рио-де-Жанейро, в розыгрышах которых он был капитаном команды. И за  сборную Бразилии, с которой он участвовал в двух Чемпионатах Южной Америки и в чьём составе сыграл 5 матчей.
С 29 мая 1921 года по 23 июля 1922 года Телефоне являлся играющим тренером «Фламенго», заменив на этом посту Рамона Платеро. Он в этом статусе выиграл и занял второе место в двух розыгрышах чемпионата Рио-де-Жанейро.

## Статистика

### Клубная
| Сезон | Клуб     | Лига Кариока | Лига Кариока | Чемпионат города Рио-де-Жанейро | Чемпионат города Рио-де-Жанейро | Прочие | Прочие | Всего | Всего |
| Сезон | Клуб     | Игры         | Голы         | Игры                            | Голы                            | Игры   | Голы   | Игры  | Голы  |
| ----- | -------- | ------------ | ------------ | ------------------------------- | ------------------------------- | ------ | ------ | ----- | ----- |
| 1917  | Фламенго | 0            | 0            | 0                               | 0                               | 1      | 0      | 1     | 0     |
| 1918  | Фламенго | 2            | 1            | 0                               | 0                               | 2      | 0      | 4     | 1     |
| 1919  | Фламенго | 17           | 0            | 1                               | 0                               | 4      | 0      | 22    | 0     |
| 1920  | Фламенго | 19           | 1            | 0                               | 0                               | 1      | 0      | 20    | 1     |
| 1921  | Фламенго | 13           | 1            | 1                               | 0                               | 2      | 0      | 16    | 1     |
| 1922  | Фламенго | 7            | 0            | 4                               | 0                               | 2      | 0      | 13    | 0     |
| 1923  | Фламенго | 12           | 0            | 4                               | 0                               | 6      | 0      | 22    | 0     |
| 1924  | Фламенго | 7            | 0            | 0                               | 0                               | 1      | 0      | 8     | 0     |
| 1925  | Фламенго | 0            | 0            | 0                               | 0                               | 5      | 0      | 5     | 0     |

1. ↑  Включает товарищеские матчи, матчи Турнира Фабрик Америки, Кубок Элиаса, Кубок Модесто Леала, Кубок «Палестры Италия», Трофей Спортклуба «Торре», Трофей клубов «Вилла Нова» и «Фламенго», Трофей агентства Хадсон, Трофей коммерческого журнала Пернамбуку, Трофей Сержиу де Лорету

### Международная
| Матчи Телефоне за сборную Бразилии | Матчи Телефоне за сборную Бразилии | Матчи Телефоне за сборную Бразилии | Матчи Телефоне за сборную Бразилии | Матчи Телефоне за сборную Бразилии | Матчи Телефоне за сборную Бразилии | Матчи Телефоне за сборную Бразилии |
| ---------------------------------- | ---------------------------------- | ---------------------------------- | ---------------------------------- | ---------------------------------- | ---------------------------------- | ---------------------------------- |
| №                                  | Дата                               | Место проведения                   | Оппонент                           | Счёт                               | Голы                               | Турнир                             |
| 1                                  | 18 сентября 1920                   | Винья-дель-Мар                     | Уругвай                            | 0:6                                | —                                  | Чемпионат Южной Америки            |
| 2                                  | 25 сентября 1920                   | Винья-дель-Мар                     | Аргентина                          | 0:2                                | —                                  | Чемпионат Южной Америки            |
| 3                                  | 2 октября 1921                     | Буэнос-Айрес                       | Аргентина                          | 0:1                                | —                                  | Чемпионат Южной Америки            |
| 4                                  | 12 октября 1921                    | Буэнос-Айрес                       | Парагвай                           | 3:0                                | —                                  | Чемпионат Южной Америки            |
| 5                                  | 23 октября 1921                    | Буэнос-Айрес                       | Уругвай                            | 1:2                                | 1                                  | Чемпионат Южной Америки            |

## Достижения
- Чемпион штата Рио-де-Жанейро: 1920, 1921